# Maija Parnas

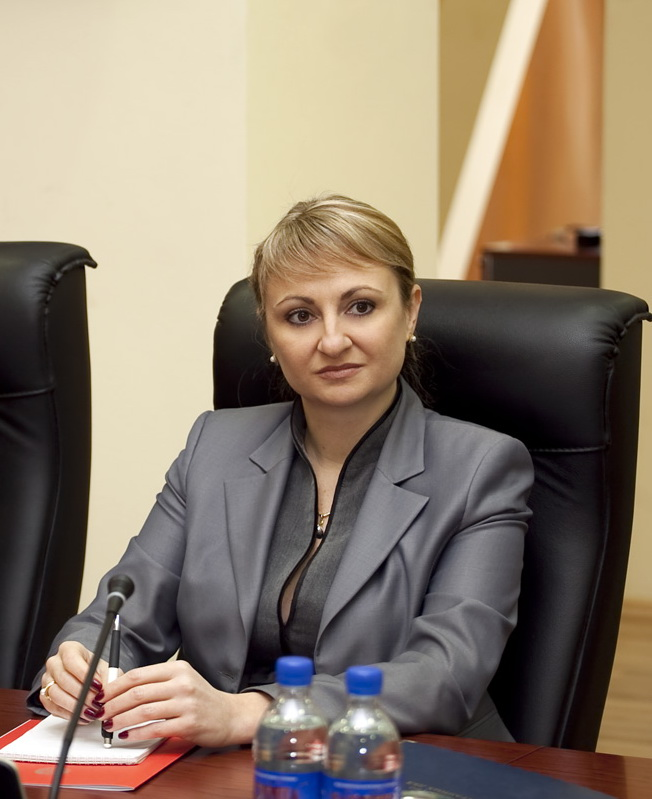
Maija Parnas, 2012

Maija Parnas (russisch Майя Ивановна Парнас, rumänisch Maia Parnas, ukrainisch Мая Іванівна Парнас; * 15. Mai 1974 in Tiraspol, Moldauische SSR) ist eine transnistrische Politikerin. Sie war 2015 kommissarische Ministerpräsidentin des international nicht anerkannten Landes Transnistrien.

## Leben
Nach einem 1997 in Tiraspol abgeschlossenen Jurastudium absolvierte sie ein Studium der Wirtschaftswissenschaften an der Moskauer Akademie für Unternehmertum und Recht, das sie 2009 abschloss. Von 2003 bis 2012 war sie in verschiedenen Positionen im Obersten Rat von Transnistrien tätig.
Am 29. März 2012 wurde sie zur Ministerin für wirtschaftliche Entwicklung und zur stellvertretenden Ministerpräsidentin für wirtschaftliche Entwicklung und Finanzen ernannt. Am 28. November 2013 wurde sie durch Erlass des Präsidenten zur ersten stellvertretende Vorsitzenden der Regierung Transnistriens ernannt. Am 2. Dezember 2015 wurde sie per Dekret des transnistrischen Präsidenten Jewgeni Schewtschuk zur amtierenden Vorsitzenden der Regierung, als Nachfolgerin von Tatjana Turanskaja, ernannt. Am 23. Dezember 2015 wurde sie von Pawel Prokudin abgelöst.
Maija Parnas ist verheiratet und hat zwei Kinder.

## Auszeichnungen und Ehrungen
Sie erhielt die Urkunde des transnistrischen Obersten Sowjets, die Urkunde des Präsidenten, den Orden Ruhm der Arbeit (Трудовая слава) und die Medaille 20 Jahre Pridnestrowische Moldauische Republik.